# Брахисклереиди
Брахисклереиди су склереиди који су најраспрострањенији у биљном свету. Овај термин је први искористио Tschirch 1889.

## Карактеристике
Брахисклереиди су ћелије изодијаметричног облика, које су груписане најчешће у мањем броју или су чак појединачне, мада се у неким ткивима појављују у већем броју (као у плоду крушке). Налазе се у разним биљним органима, па тако код јеле и бора у кори надземних органа, у плоду диње, коштицама вишње и шљиве, оплодници леске и у семењачи разних врста. Настају од паренхимских ћелија тако што њихови зидови задебљају.